# Arrhopalites pseudoappendices
Arrhopalites pseudoappendices är en urinsektsart som beskrevs av Josef Rusek 1967. Arrhopalites pseudoappendices ingår i släktet Arrhopalites, och familjen Arrhopalitidae. Arten är reproducerande i Sverige.